# دلیلر، آق‌سو
دلیلر (به ترکی آذربایجانی: Dəlilər) یک منطقه مسکونی در جمهوری آذربایجان است که در شهرستان آق‌سو واقع شده است. دلیلر ۸۶ نفر جمعیت دارد.